# Schmelzsalz
Schmelzsalze sind Lebensmittelzusatzstoffe, die in der Europäischen Union für die Herstellung verschiedener Lebensmittel wie beispielsweise der von Schmelzkäse zugelassen sind.

## Eigenschaften
Sie verbessern die Quellfähigkeit und das Emulgierverhalten von Eiweiß und unterbinden damit das Austreten von Fett oder Wasser aus dem Produkt. Sie wirken komplexbildend. Salze der mehrprotonigen Säuren (Zitronensäure und Phosphorsäure zweistufig, Milchsäure einstufig) wirken außerdem als Säurepuffer.

## Verwendung
Die in der Europäischen Union zugelassenen Schmelzsalze sind unter anderem die Calcium-, Kalium- und Natrium-Salze der Milchsäure, der Zitronensäure und der Phosphorsäure:
| Gruppe        | Salze der…            | Schmelzsalze | E-Nummer |
| ------------- | --------------------- | --- | -------- |
| Lactate       | Milchsäure (E 270)    | Natriumlactat | E 325    |
| Lactate       | Milchsäure (E 270)    | Kaliumlactat | E 326    |
| Lactate       | Milchsäure (E 270)    | Calciumlactat | E 327    |
| Citrate       | Citronensäure (E 330) | Mononatriumcitrat, Dinatriumcitrat, Trinatriumcitrat | E 331    |
| Citrate       | Citronensäure (E 330) | Monokaliumcitrat, Trikaliumcitrat | E 332    |
| Citrate       | Citronensäure (E 330) | Monocalciumcitrat, Dicalciumcitrat, Tricalciumcitrat | E 333    |
| Phosphate     | Phosphorsäure (E 338) | Mononatriumphosphat, Dinatriumphosphat, Trinatriumphosphat                                                                                                   | E 339    |
| Phosphate     | Phosphorsäure (E 338) | Monokaliumphosphat, Dikaliumphosphat, Trikaliumphosphat | E 340    |
| Phosphate     | Phosphorsäure (E 338) | Monocalciumphosphat, Dicalciumphosphat, Tricalciumphosphat                                                                                                   | E 341    |
| Diphosphate   | Diphosphorsäure       | Dinatriumdiphosphat, Trinatriumdiphosphat, Tetranatriumdiphosphat Dikaliumdiphosphat, Tetrakaliumdiphosphat Dicalciumdiphosphat, Calciumdihydrogendiphosphat | E 450    |
| Triphosphate  | Triphosphorsäure      | Pentanatriumtriphosphat Pentakaliumtriphosphat | E 451    |
| Polyphosphate | Polyphosphorsäure     | Natriumpolyphosphat Kaliumpolyphosphat Natriumcalciumpolyphosphat Calciumpolyphosphat                                                                        | E 452    |

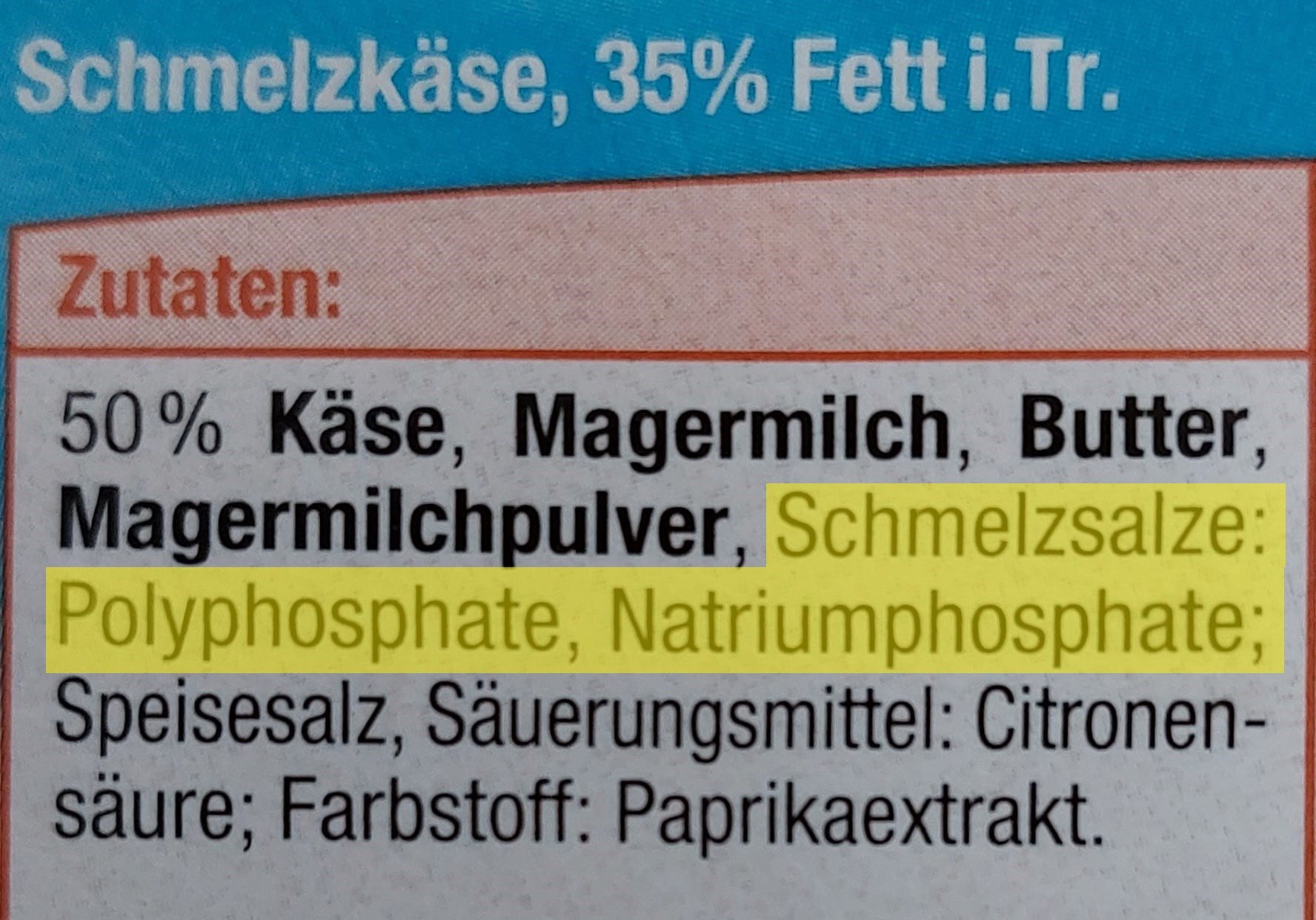
Inhaltsstoffangabe von Schmelzsalzen

Schmelzsalze werden vor allem bei der Zubereitung von Schmelzkäse aus Rohkäse und Schmelzkäsezubereitungen verwendet.

## Rechtliche Situation
In der Europäischen Union sind die Lebensmittelzusatzstoffe gemäß Anhang II der Verordnung (EG) Nr. 1333/2008 (Stand August 2021) sowie in der Schweiz, gemäß der Zusatzstoffverordnung (ZuV) (Stand: Juli 2020) aufgelistet. Auf der Zutatenliste müssen Schmelzsalze mit der zugehörigen Stoffbezeichnung oder E-Nummer als diese deklariert werden.

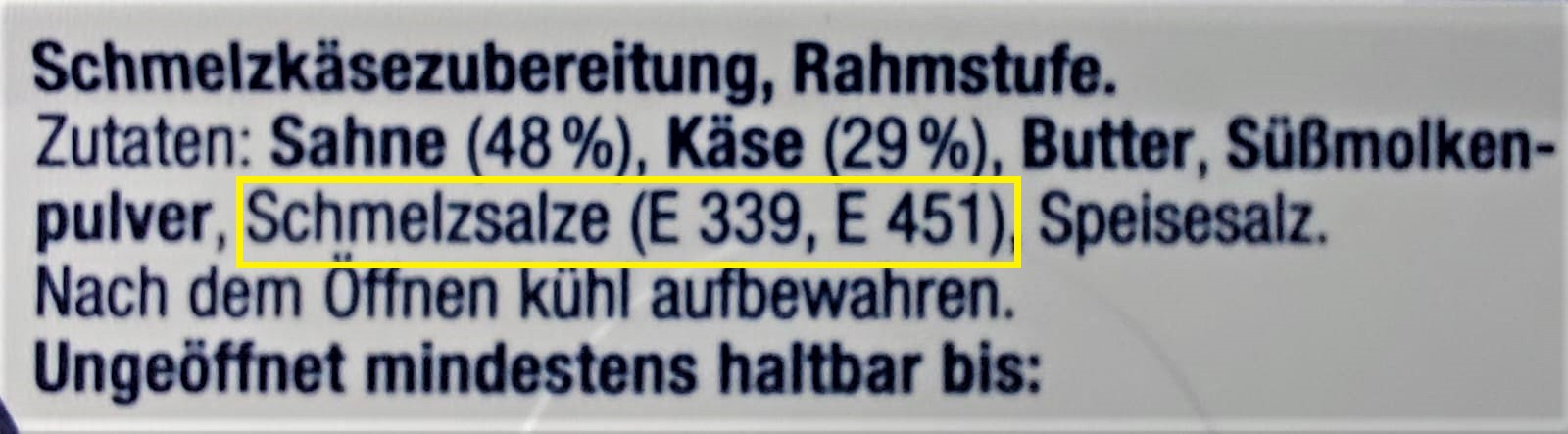
Inhaltsstoffangabe von Schmelzsalzen mit E-Nummer

## Gesundheitliche Risiken
Der Verzehr von Schmelzsalzen gilt grundsätzlich als unbedenklich. Da eine erhöhte Phosphatzufuhr über die Nahrung den Blutdruck und die Pulsrate auch bei gesunden jungen Erwachsenen steigert, wird von einem erhöhten Konsum abgeraten.